# Tiefland-Baumkänguru

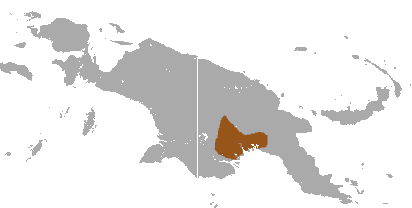
Verbreitungsgebiet des Tiefland-Baumkängurus

Das Tiefland-Baumkänguru (Dendrolagus spadix) ist ein im Südwesten Papua-Neuguineas im Tiefland nördlich des Golfs von Papua vorkommendes Baumkänguru. Ursprünglich galt es als Unterart des Matschie-Baumkängurus (Dendrolagus matschiei), bis es im Jahr 1990 vollen Artstatus erhielt.

## Merkmale
Das Tiefland-Baumkänguru ist ein mittelgroßes, stämmiges, dunkel gefärbtes Baumkänguru. Es erreicht eine Kopfrumpflänge von 50 bis 74,5 cm, hat einen 61,5 bis 72 cm langen Schwanz und erreicht ein Gewicht von 7 bis 9,1 kg. Tiefland-Baumkänguru sind auf dem Rücken dunkel kastanienbraun, der Bauch, Gesicht und die Gliedmaßen sind heller. Auf dem Rücken liegt ein dunkler Mittelstreifen. Wenige Exemplare zeigen auf dem Rumpf einige, nur undeutlich sichtbare helle Streifen. Der Schwanz ist länger als Kopf und Rumpf zusammen und dunkelbraun mit gelblichen Flecken, die auf der Schwanzunterseite zahlreicher werden.

## Lebensraum und Lebensweise
Das Tiefland-Baumkänguru lebt in primären, tropischen Tieflandregenwäldern bis in Höhen von 800 Metern über dem Meeresspiegel. In Wäldern mit geringer Produktivität ist es selten oder fehlt völlig. Wahrscheinlich ernährt es sich wie die anderen Baumkängurus vor allem von Blättern und die Weibchen bekommen ein einzelnes Jungtier pro Jahr. Da die Tiere bisher wenig erforscht wurden, ist Genaueres nicht bekannt.
Das Tiefland-Baumkänguru wird von der IUCN als gefährdet (“Vulnerable”) eingestuft. Hauptgrund sind der zunehmende Jagddruck durch den Menschen und der Verlust des Lebensraums durch Umwandlung in Agrarflächen.